# 庄内竿
庄内竿（しょうないざお）は、山形県庄内地方に伝わる伝統的な釣り竿である。
庄内地方で苦竹と呼ばれる竹（メダケ属の一種と推定されている）を用いて作られ、主に4年物の竹が根付きのまま使われる。紀州竿や江戸和竿のような継ぎ竿ではなく延竿（一本竿）で、元調子または胴調子のものが多い。長さは5尺（1.5m）から4間（7.2m）を超えるものまで多様である。
他の和竿とは異なり、竹の皮を剥かず、糸を巻かず、漆を塗らず、単に燻して磨く作業を繰り返して作られるため、竹の採取から完成まで5年ほどかかる。

## 歴史

### 庄内藩の磯釣り
庄内地方では伝統的に磯釣りが楽しまれ、古くは宝永4年（1707年）に松山藩の藩主酒井忠予が温海地域で磯釣りをしたという記録が温海組大庄屋・本間八郎兵衛の覚え書きに残っている。それから9年後の享保元年（1716年）の庄内藩の藩士・豊原重軌の日記「流年録」には、「秋一日、安倍兄弟の誘いによりて加茂に釣に行く。かしこにては宅右衛門宅といえる者宅に一宿す。翌日も釣に出て夜になって帰る。」とあり、当時から一般の藩士の間でも釣りが行われていたようである。さらに享保3年（1718年）には庄内藩主酒井忠真自らが温海地域で釣りを行うまでになり、磯釣りは庄内藩の武士階級全てに普及した。
その後、享和2年（1802年）に庄内藩から出された覚書に「家中の面々が折節、鳥刺や釣りに行くが、希には遠方まで歩行することもある。これは武用の一助にもなることである」とあり、さらに文政10年（1827年）には、釣りを武門の嗜みとして奨励するとともに、藩士が磯釣りで海に落ちることを心配した酒井忠器の触れ書きも出されている。また、庄内藩の軍学師範であり藩校・致道館の講師でもあった秋保親友は自身の日記「野合日記」において、
- 「名竿は名刀より得難し、子孫はこれを粗末に取り扱うべからず」
- 「竿に上中下の三品あり、その品に名竿あり、美竿あり、曲竿あり」

と記し、竿を刀と同等に扱っていたことが窺える。
庄内藩では藩士の磯釣りを「釣道」として奨励し、磯釣りを「勝負」と称するほどであった。

### 庄内竿の成立
庄内竿は専ら藩士自身の手で作り出された。これは藩の奨励もあってのことだが、前述の秋保親友の記述にあるように「竿」は「刀」と同等に考えられていたからである。文化7年（1810年）の「野合日記」に「以前は三間の美竿を持つ者は少なかったが、今は多くの人が持つようになった」という意味の記述が見えることから、このころには藩士の間にも多様な長さの庄内竿が普及しており、18世紀後半にはほぼ現在のような形が出来上がっていたと推測されている。庄内竿を完成させたといわれる陶山運平（1809 - 1885）も、特に身分が高いわけではなく、いわゆる部屋住みの三男であった。
この後、庄内竿は上林義勝（陶山の弟子）や丹羽庄右衛門といった竿師によって隆盛を極めることになる。

### 衰退
昭和30年代からガラス繊維強化プラスチック製の竿が普及し始め、昭和50年代からは炭素繊維強化プラスチック製の竿が出回るようになったため、手入れに手間がかかり高価な竹竿の需要は減少した。庄内竿もその流れに抗しきれず、2004年には庄内竿の製造・販売を続けている竿師は僅か一人になっており、技術の継承が危惧されている。